# Koedukation

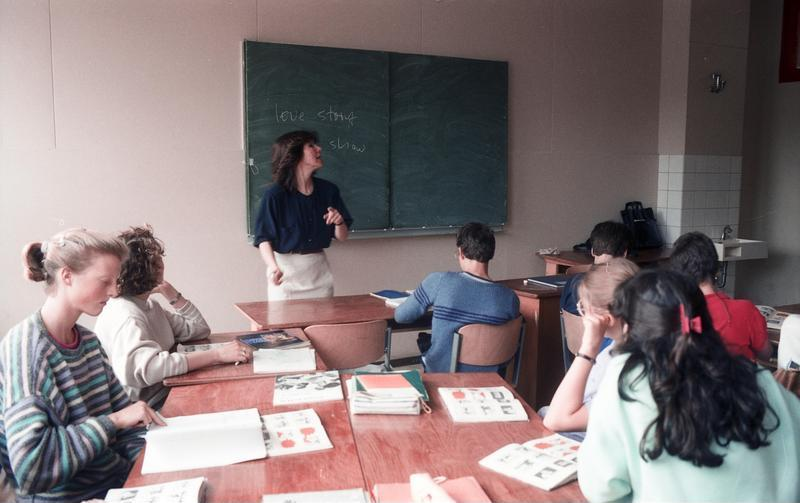
Koedukation an einer deutschen Schule

Der Ausdruck Koedukation (früher Coedukation, aus dem Lateinischen con = zusammen + educare = erziehen; einst oft Gemeinschaftserziehung) bezeichnet im Allgemeinen die gemeinsame Bildung von Jungen und Mädchen.
In einigen Ländern wird oder wurde der Ausdruck auch für die gemeinsame Unterrichtung von Menschen verschiedener ethnischer Herkunft (etwa von Schwarzen und Weißen in den USA, als in den südlichen Staaten noch „Rassentrennung“ üblich war) oder von Angehörigen verschiedener Religionsgemeinschaften (siehe Simultanschule) benutzt.
Das Gegenteil von Koedukation ist die  geschlechtsspezifische Erziehung, auch Seedukation oder Monoedukation genannt.
Die Biedukation, das Unterrichten in getrennten Klassen, aber gemeinsam an einer Schule, nimmt eine Zwischenstellung ein.

## Geschichte

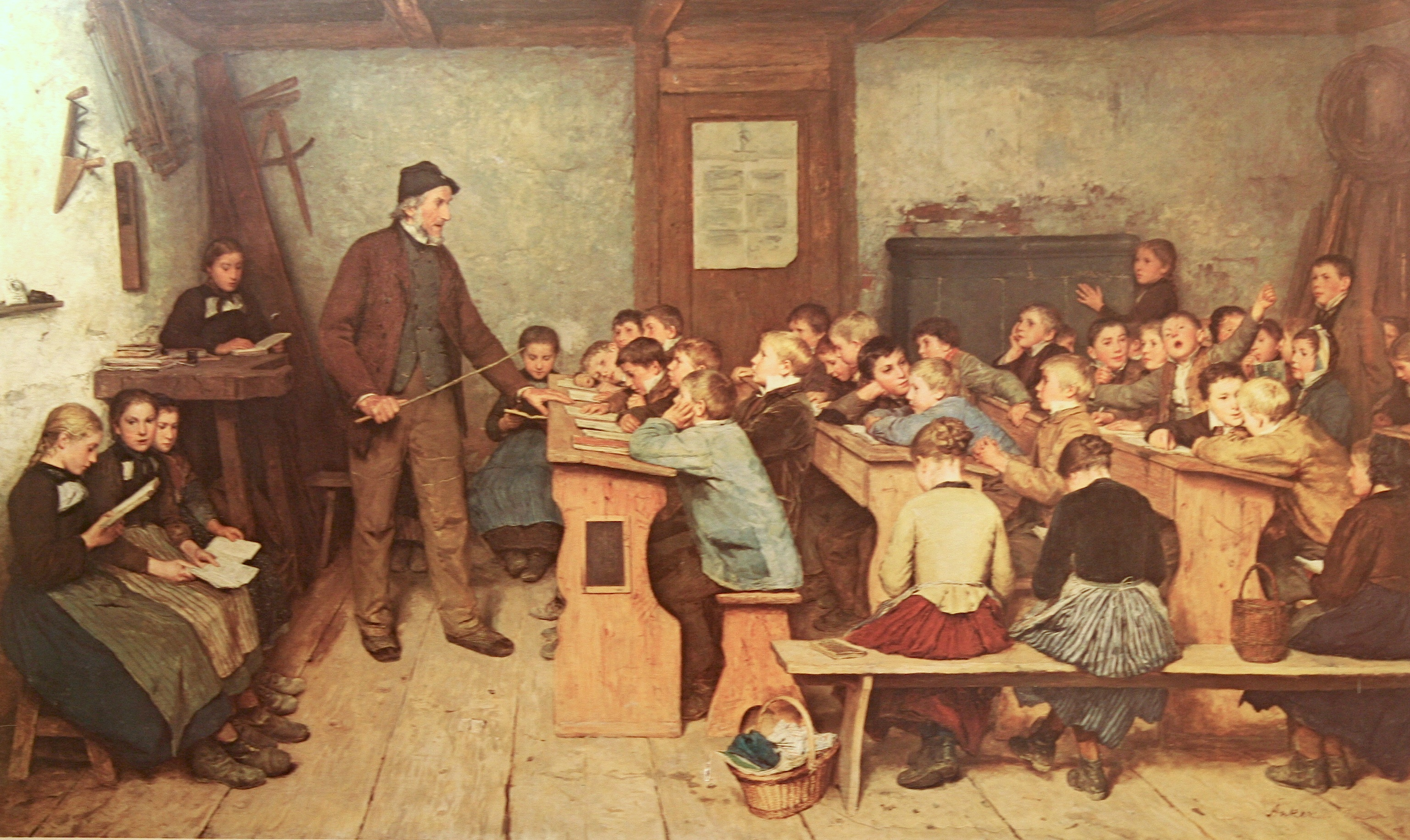
Koedukative Dorfschule 1848

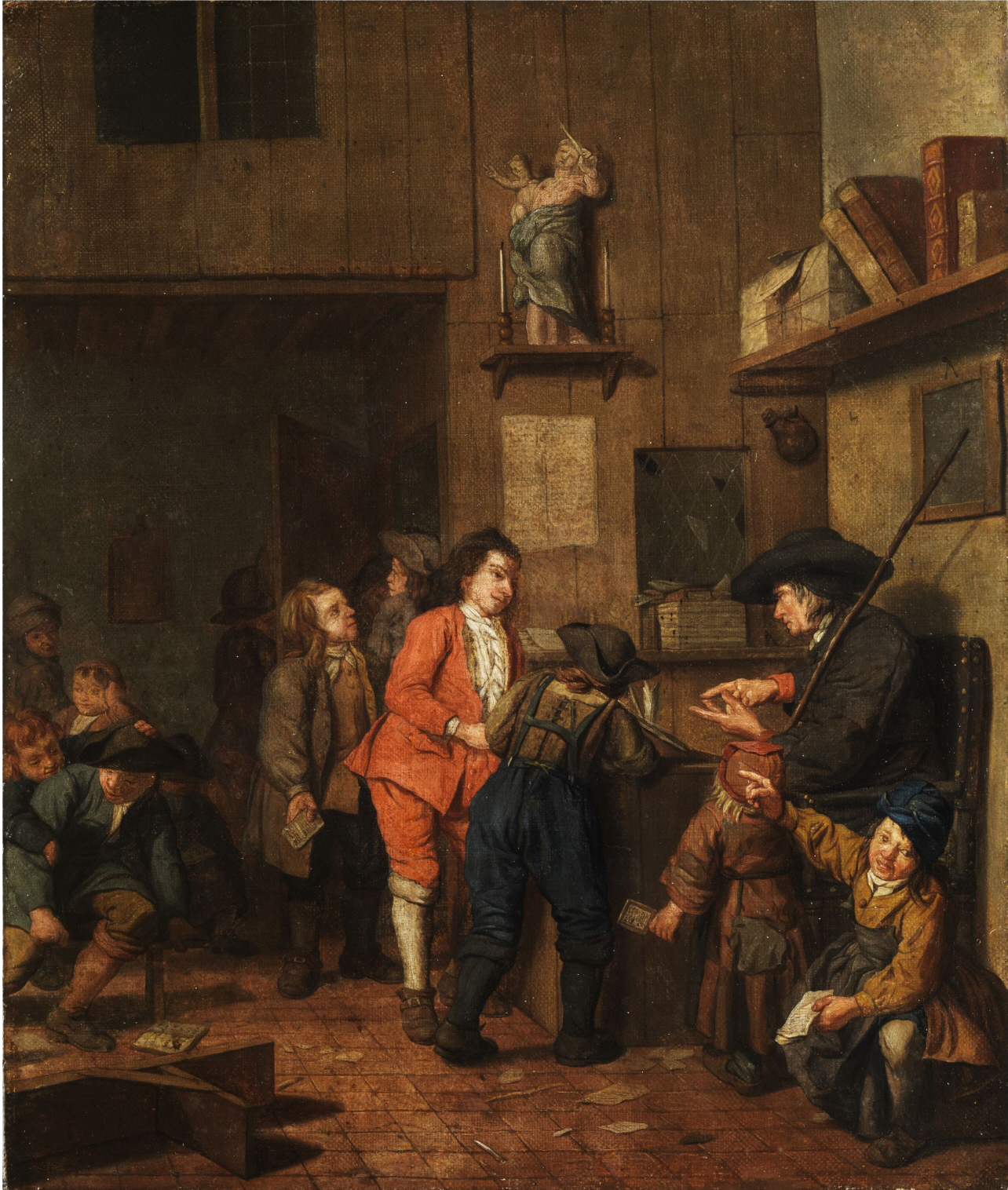
Jan Josef Horemans: Knabenschule im 18. Jahrhundert

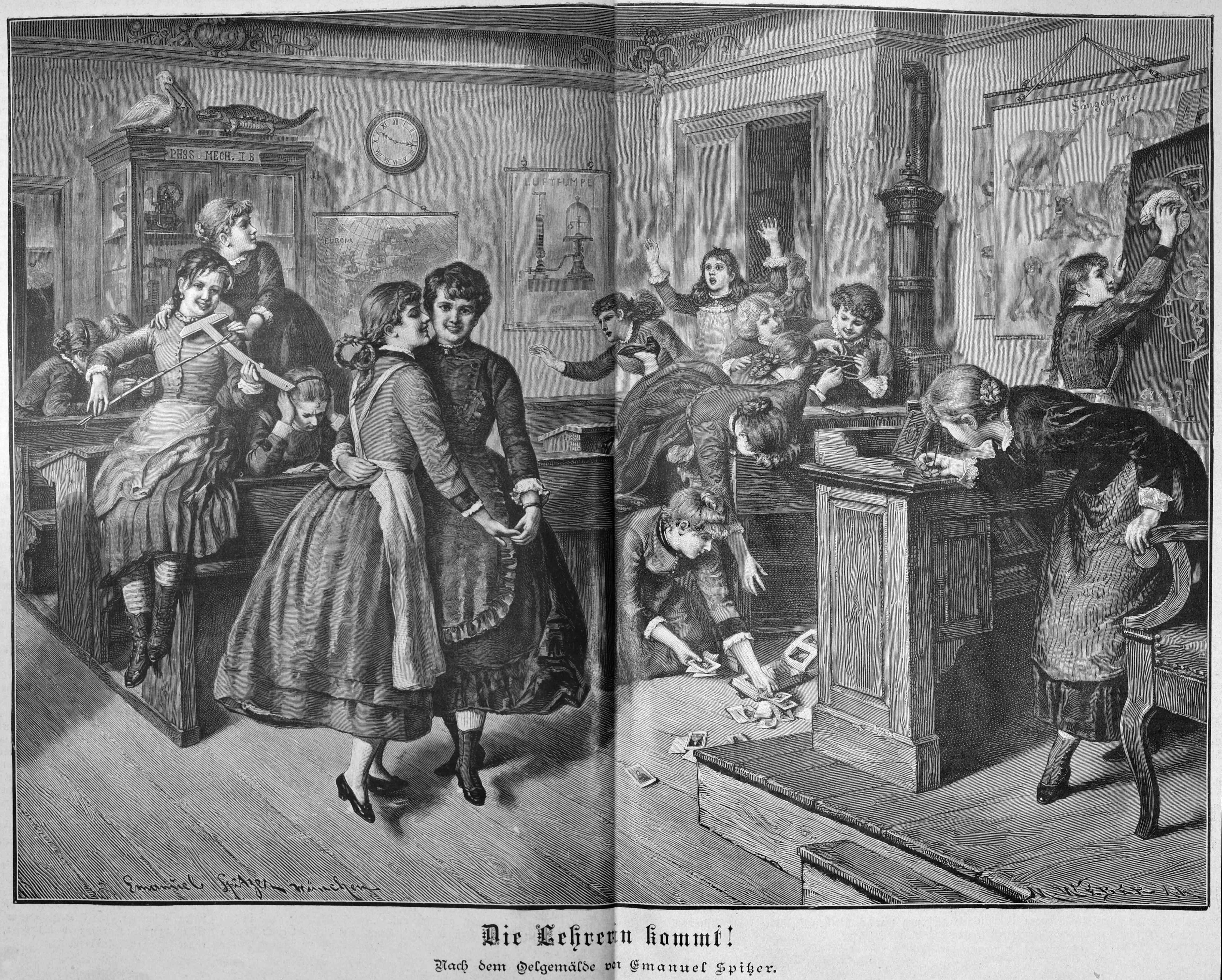
Mädchenschule, Die Gartenlaube 1888

Bildungspolitiker Deutschlands stellten das bis dahin getrennte Erziehungssystem aufgrund der gesellschaftlichen Umbrüche in Frage und führten – je nach Region – zwischen 1945 und Ende der 1960er Jahre die gemeinsame Erziehung von Jungen und Mädchen im Bildungssystem ein. Seitdem ist die Geschlechtertrennung nur auf wenige Ausnahmen im Sekundarbereich (5. Klasse aufwärts) beschränkt.

### Allgemeines
Koedukation hat eine lange Tradition. Bis Ende des 19. Jahrhunderts erteilte man aus praktischen Gründen im Bereich der Elementarschulen, den heutigen Grundschulen, für Mädchen und Jungen gemeinsamen Unterricht. Da es in der Regel nur einen Dorfschullehrer gab, war der gemeinsame Unterricht von Kindern aller Altersstufen die Regel. Auf älteren Gemälden sieht man oft, dass die Jungen in den Bankreihen sitzen, die Mädchen am Rande des Klassenraumes: Die Mädchen wurden also „mitbeschult“.
Die höhere Schulbildung teilte sich auf: Es gab für Jungen Gymnasien, Oberrealschulen und Realgymnasien, den Mädchen war das Lyzeum vorbehalten. Der Schwerpunkt der Bildung im Lyzeum lag auf Handarbeit, Hauswirtschaft und Religion. Hier galt Sozialisation zur Weiblichkeit als heimlicher Lehrplan. Naturwissenschaften, Mathematik und Latein wurden nur am Rande unterrichtet, diese Fächer galten als zu schwierig für Mädchen. Außerdem befürchtete man bis Mitte des 20. Jahrhunderts, dass durch allzu viel Bildung das weibliche Wesen Schaden nehmen und die eigentliche Aufgabe der Frau als Hausfrau, Gattin und Mutter in den Hintergrund geraten könne.
Mit dem Abschluss eines Lyzeums erwarben die jungen Frauen keine Hochschulreife – daher hat sich der Name „Pudding-Abitur“ für den Schulabschluss des Lyzeums eingebürgert.

### Erste Hälfte des 20. Jahrhunderts
Unter dem Druck der bürgerlichen Frauenbewegung (s. auch Hedwig Kettler, Gründerin des Frauenvereins „Reform“) und der Jugendbewegung um die Jahrhundertwende gelang es Anfang des 20. Jahrhunderts, die Jungengymnasien für die Mädchen zu öffnen. In der Weimarer Republik entwickelte sich die Koedukation allmählich. Verschiedene Reformschulen setzten sie um, so gehörte sie beispielsweise bei den Waldorfschulen seit der Gründung 1919 zum pädagogischen Gesamtkonzept. Jedoch folgten einige Rückschritte während der Zeit des Nationalsozialismus. Durch die während des Zweiten Weltkrieges eingeführte erweiterte Kinderlandverschickung wurden Jungen und Mädchen in getrennten Lagern untergebracht und getrennt voneinander unterrichtet. Die Geschlechtertrennung entsprach zugleich der ideologischen Zweckbestimmung jener Zeit.

### Zweite Hälfte des 20. Jahrhunderts
Auf dem Gebiet der späteren DDR wurde die Koedukation 1945 eingeführt, jedoch erst in den 1950er Jahren konsequent durchgesetzt. Die Stadtverordnetenversammlung von Groß-Berlin verabschiedete ein Gesetz zur Berliner Schulreform, das  am 1. Juli 1948 nach Genehmigung durch die Alliierte Kommandantur in Kraft trat, und die Koedukation einführte, „soweit nicht die Besonderheit des Unterrichts eine Trennung von Knaben und Mädchen erfordert“, insbesondere beim Unterrichtsfach Sport in höheren Klassenstufen.  In der Bundesrepublik Deutschland wurde sie in den 1950er und 1960er Jahren zum allgemeinen Schultyp. West-Berlin, Hamburg, Bremen und Hessen machten in den 1950er Jahren den Anfang, in den 1960er und 1970er Jahren folgten alle anderen Bundesländer. In Baden-Württemberg z. B. erfolgte die Einführung 1966. In Österreich wurde die Koedukation an öffentlichen Schulen 1975 eingeführt.
Insgesamt wurde diese Schulform bis in die 1980er Jahre von der Schulforschung wenig beachtet. Mit der „Neuen Frauenbewegung“ wurde erstmals die Chancengleichheit von Mädchen und Jungen in der Koedukation thematisiert. Es zeigte sich, dass Mädchen im Allgemeinen bessere Schulleistungen erbringen als gleichaltrige Jungen. Eine Ausnahme bilden hier nur die Naturwissenschaften. Bei der Fächerwahl beispielsweise für die Kursphase und auch bei der Studienfächer- und der Berufswahl sind große Unterschiede zwischen Jungen und Mädchen feststellbar. Mädchen entscheiden sich überwiegend für die Bereiche Helfen, Pflegen, Assistieren und Erziehen – Jungen für technische und gewerbliche Studienfächer oder Berufe.

## Die Zukunft
Das Ziel der gleichen Chancen für beide Geschlechter hat sich durch die Koedukation zumindest nicht im erwarteten Maß umsetzen lassen. Insbesondere spiegeln die Berufsvorstellungen von Jungen und Mädchen immer noch die traditionelle Rollenverteilung wider.
Neuere Forschungsergebnisse lassen Zweifel aufkommen, ob die Koedukation – zumindest in der tatsächlich realisierten Form – überhaupt geeignet ist, Rollenmuster zu beseitigen und dadurch eine effektive Chancengleichheit zu gewährleisten. So wurden in verschiedenen Studien z. B. auffallende Unterschiede im Verhalten (Mädchen in koedukativen Schulen sind deutlich risikoscheuer als Jungen, Mädchen in reinen Mädchenschulen aber nicht), den Leistungen (die Leistungen von Jungen sind nur an koedukativen Schulen schwächer als die von Mädchen), den Berufswünschen (Absolventinnen von Mädchenschulen entscheiden sich häufiger für ein männlich geprägtes Studienfach) und dem späteren Einkommen (Absolventen monoedukativer Schulen erzielen höhere Einkommen, aber nur, wenn sie nicht verheiratet sind) festgestellt
(s. z. B. University of Essex 2009, Illinois State University 2006).
Viele Ergebnisse deuten darauf hin, dass in der koedukativen Umgebung ein größerer Druck für die Jugendlichen besteht, sich der hergebrachten Geschlechterrolle anzupassen. Um dem entgegenzuwirken, wird die reflexive Koedukation propagiert, bei der die Lehrkräfte die Unterschiede thematisieren sollen. Dadurch sollen den Schülern die Mechanismen ihrer Entstehung bewusst werden, was den Druck zur Übernahme der Rollen vermindern soll.
Manche Schulen unterrichten Mädchen und Jungen auch temporär getrennt, vor allem in solchen Fächern, in denen sich geschlechtsspezifische Leistungs- oder Interessenunterschiede zeigen.